# 류드밀라 안도노바
류드밀라 그루데바 안도노바(불가리아어: Людмила Грудева Андонова, 1960년 5월 6일 ~ )는 불가리아의 은퇴한 육상 선수이다. 결혼 전 성은 제체파(불가리아어: Жечева)이며, 주 종목은 높이뛰기이다. 1984년에 높이뛰기 세계 기록을 갱신했으며, 1988년 하계 올림픽과 1992년 하계 올림픽에 참가했다.

## 생애
소련 노보체르카스크에서 태어났다. 1985년에 영국 런던에서 열린 국제 육상 대회에서 암페타민 도핑이 적발되어 선수 자격정지 처분을 받았다.
1988년 대한민국 서울에서 열린 1988년 하계 올림픽에 출전했고, 1.93m를 기록하여 루마니아의 갈리나 아스타페이와 나란히 5위를 했다. 

## 개인사
불가리아의 10종경기 선수 아타나스 안도노프와 결혼했으며, 두 부부는 미국으로 건너가 살았다.

## 대회 성적
| 대회             | 1981 | 1982 | 1983 | 1984 | 1985 | 1986 | 1987 | 1988 | 1989 | 1990 | 1991 | 1992 |
| ---------------- | ---- | ---- | ---- | ---- | ---- | ---- | ---- | ---- | ---- | ---- | ---- | ---- |
| 하계 올림픽      |      |      |      |      |      |      |      | 5위  |      |      |      | 25위 |
| 세계 선수권 대회 |      |      |      |      |      |      | 12위 |      |      |      |      |      |
| 유니버시아드     | 2위  |      |      |      |      |      |      |      |      |      |      |      |

## 같이 보기
- 높이뛰기